# Заречная Медла
Заречная Медла — деревня в Дебёсском районе Удмуртской республики.

## География
Деревня находится в восточной части республики, в зоне хвойно-широколиственных лесов, в пределах Верхнекамской возвышенности, на расстоянии примерно 6 километров (по прямой) на запад-юго-запад от села Дебёсы, административного центра района.

### Климат
Климат характеризуется как умеренно континентальный, с продолжительной холодной многоснежной зимой и относительно коротким тёплым летом. Среднегодовая многолетняя температура воздуха составляет 2,7 °С. Средняя температура воздуха самого тёплого месяца (июля) — 18,7 °C (абсолютный максимум — 36,6 °C); самого холодного (января) — −13,5 °C (абсолютный минимум — −47,5 °C). Среднегодовое количество атмосферных осадков составляет около 500 мм, из которых большая часть выпадает в тёплый период.

## История
Известна с 1873 года как починок Заречная Медла (Сюкель-Медла) с 20 дворами, в 1893 году уже как деревня с современным названием имела 52 двора (51 двор удмуртов), в 1905 — 60, в 1924 — 79. Первые переселенцы приехали из деревни Ариковской, позднее прибыли из села Дебёссы.
С 1959 по 2021 годы административный центр сельского Совета, а затем сельского округа, Заречномедлинского сельского поселения. Оно было упразднено Законом Удмуртской Республики от 30.04.2021 № 40-РЗ к 23 мая 2021 года в связи с преобразованием муниципального района в муниципальный округ.

## Население
| 2010 | 2012 |
| ---- | ---- |
| 561  | ↘560 |

Постоянное население составляло 158 человек (1873 год), 396 человек (1893), 510 (1905), 403 (1924), 543 человек в 2002 году, 560 в 2012.

### Национальный состав
Согласно результатам переписи 2002 года, в национальной структуре населения удмурты составляли 90 % из 543 чел.

## Известные уроженцы, жители
- Кузьма Алексеевич Ложкин — театральный режиссёр, актёр, певец, народный артист РСФСР.
- Светлана Константиновна Смирнова (до замужества — Ло́жкина) — председатель Совета Ассамблеи народов России, депутат Государственной Думы III и IV созывов.

## Инфраструктура
Дом Культуры, Заречномедлинская средняя общеобразовательная школа имени К. А. Ложкина, детский сад-ясли.
Основа экономики — сельское хозяйство.

## Транспорт
Деревня доступна автотранспортом. Автобусное сообщение.